# Albert Tuipulotu
Pour les articles homonymes, voir Tuipulotu.
Pas d'image ? Cliquez ici

a Compétitions nationales et continentales officielles uniquement.

b Matchs officiels uniquement.
Dernière mise à jour le 28 octobre 2021.
Albert Joseph Tuipulotu, né le 27 février 1979 à San Mateo, est un joueur international américain de rugby à XV évoluant au poste de centre.

## Biographie
Albert Tuipulotu obtient sa première cape internationale le 27 mai 2004 à l’occasion d’un match contre l'Équipe du Canada. Il joue en Coupe d'Europe et en Top 10 avec le club italien de Rugby Parme entre 2005 et 2007. Il joue actuellement en championnat de France de Pro D2 avec le club de l'AS Béziers Hérault.

## Statistiques en équipe nationale
- 19 sélections
- 15 points (3 essais)
- Sélections par année : 5 en 2004, 3 en 2005, 5 en 2006, 5 en 2007, 1 en 2008
- Participation à la coupe du monde: 2007 (2 matchs).